# Eurymachos (Vater des Andros)
Eurymachos (altgriechisch Εὐρύμαχος Eurýmachos) ist eine Gestalt der griechischen Mythologie.
Eurymachos war laut dem spätantiken griechischen Grammatiker Stephanos von Byzanz der Vater von Andros, dem eponymen Heros der gleichnamigen Kykladen-Insel Andros, die dieser erstmals besiedelt haben soll. Nach anderer Überlieferung war Andros hingegen ein Sohn des Anios und damit Enkel des Apollon.